# Marc Baconnet
Pour les articles homonymes, voir Baconnet.
Marc Baconnet, né le 30 mai 1936 à Blois, est un écrivain français.

## Biographie
Fils d'un haut fonctionnaire, né le 30 mai 1936 à Blois, dans le Loir-et-Cher, titulaire d'un DES ès lettres et agrégé de lettres classiques (1966), Marc Baconnet fait ses débuts comme professeur de lettres classiques (1960-1976), aux lycées Ronsard de Vendôme, puis d'Orléans-La Source.
Président de 1976 à 2010 du conseil d'administration du théâtre d'Orléans, il est inspecteur général de l’Éducation nationale de 1990 à 2002 et membre du Conseil national des programmes.
Membre de l'Académie d'Orléans depuis 2003, il la préside de mars 2013 à 2019.

### Vie privée
Marié en 1962 à Claude Chatagnier, historienne, il a deux filles, dont Claire Pedini.

## Œuvres

### Romans
- Midi, la nuit, Paris, Éditions Gallimard, 1984, 270 p.  (ISBN 2-07-070205-7)[6]
- Les Flocons noirs, Paris, Éditions Gallimard, 1989, 323 p.  (ISBN 2-07-071536-1)[7]
- Jeune femme au livret rouge, Paris, Éditions Gallimard, 1994, 186 p.  (ISBN 2-07-074001-3)
- La Boîte noire, Paris, Éditions Cohen&Cohen, coll. « ArtNoir », 2014, 205 p.  (ISBN 978-2-36749-012-0)

### Autres publications
- Roger Toulouse, avec Pierre Garnier, Limoges, France, Éditions J. Dugény, 1982, 28 p. (BNF 40217237)
- Le Satirique, Paris, Éditions Gallimard, coll. « La bibliothèque », 2002, 297 p.  (ISBN 978-2-07-042288-3)
- Enseigner les lettres aujourd'hui, avec Alain Finkielkraut et Mireille Grange, Genève, Suisse, Éditions du Tricorne, 2003, 63 p.  (ISBN 2-8293-0247-8)
- Les Plus Belles Pages de la littérature française. Lectures et interprétations, avec Anne Armand, Patrick Laudet et Isabelle Mimouni, Paris, Éditions Gallimard, coll. « La bibliothèque », 2007, 576 p.  (ISBN 978-2-07-034584-7)

## Distinctions
- Prix Hermès 1985[réf. souhaitée] pour Midi, la nuit[2]
- Officier du Mérite (1996)[8]
- Chevalier de la Légion d'honneur (2000)[9]